# Nautilus (série télévisée)
Pour les articles homonymes, voir Nautilus.
Nautilus est une série télévisée britannico-américaine d'aventures créée par James Dormer et devrait être diffusée prochainement sur AMC. Elle est diffusée pour la première fois le 12 juin 2024 en Suède sur SVT Play.
L'histoire raconte les débuts de Nemo, un ancien prince indien condamné aux travaux forcés, en tant que capitaine du Nautilus dans une réinterprétation de Vingt Mille Lieues sous les mers de Jules Verne.
En France, la série est diffusée sur France 2 à partir du 12 août 2024.

## Synopsis
En 1857, à Kalpani en Inde, la Compagnie des Indes orientales emploie des prisonniers à des travaux forcés pour construire en secret un submersible pour conquérir la Chine, en suivant les plans du scientifique et ingénieur naval français Gustave Benoit.
Nemo, un ancien prince indien déchu, fait partie des prisonniers qui travaillent sur le chantier en tant qu'assistant ingénieur. À quelques jours de l'inauguration du vaisseau, il déclenche une mutinerie et s'empare du sous-marin avec quelques compagnons d'infortune et Benoit. Au cours de l'évasion, il éperonne un navire anglais commandé par le capitaine Youngblood, transportant, en vue de son mariage arrangé avec Sir Pitt à Bombay, la jeune Humility Lucas. Celle-ci monte à bord du Nautilus comme otage avec sa gouvernante Loti et le jeune Blaster.
Dirigée par Crawley, qui voue une haine sans pitié à Nemo et son équipage, la Compagnie lance à leurs trousses un navire de guerre, le Dreadnought, commandé par le directeur Crawley, le capitaine Youngblood, Sir Pitt, bien décidé à reprendre sa promise, et le mystérieux William Millais, qui semble très bien connaître Nemo. Pour l'équipage de fortune, embarqué sans grande conviction, commence un long périple à la recherche d'un mystérieux trésor viking.

## Distribution

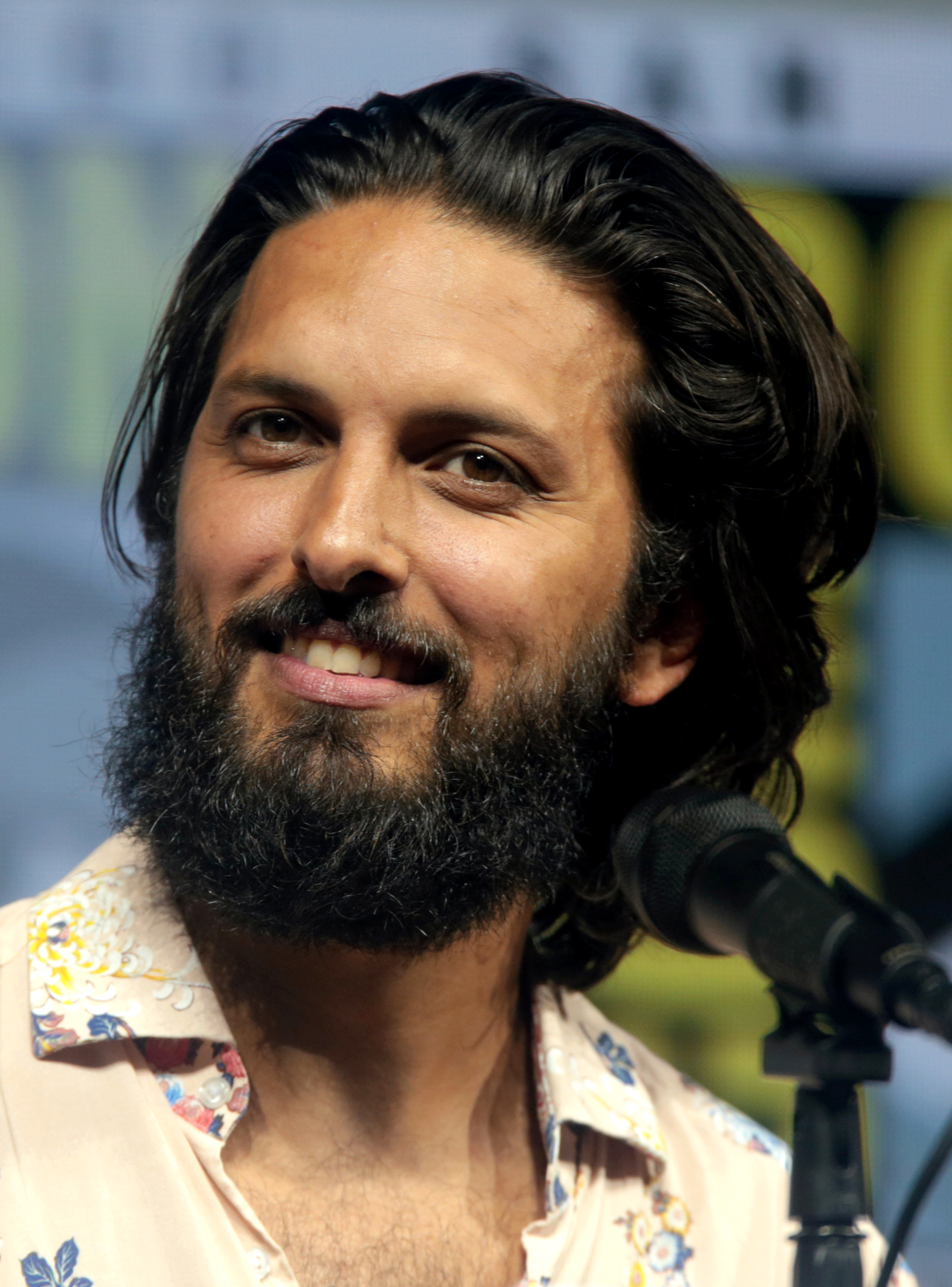
L'acteur britannique Shazad Latif interprète le personnage principal du film, le capitaine Nemo.

- Shazad Latif (VF : Valentin Merlet) : le capitaine Némo (prince Dakkar)
- Georgia Flood (en) (VF : Claire Baradat) : Humility Lucas, ingénieure promise de force
- Thierry Frémont (VF : lui-même) : Gustave Benoit, scientifique français
- Pacharo Mzembe (en) (VF : Grégory Lerigab) : Boniface, ami de Némo et barreur
- Céline Menville (VF : elle-même) : Loti, protectrice et surveillante d'Humility puis machiniste
- Tyrone Ngatai (VF : Maxime Hoareau) : Kai, membre d'équipage aux manoeuvres, aux stocks et à la cuisine
- Ling Cooper Tang (VF : Yumi Fujimori) : Suyin, membre d'équipage aux manoeuvres et cultivatrice
- Andrew Shaw : Jiacomo, membre d'équipage aux origines inconnues, machiniste
- Ashan Kumar (VF : Alexandre Nguyen) : Ranbir, membre d'équipage et machiniste
- Arlo Green (VF : Jonathan Amram) : Turan, membre d'équipage dédié aux sons et au périscope
- Chum Ehelepola (VF : Laurent Morteau) : Jagadish, membre d'équipage et machiniste
- Kayden Price (VF : Ethann Isidore) : Blaster, jeune ami d'Humility espérant rejoindre son père adoptif, un lord
- Damien Garvey (en) (VF : Bernard Lanneau) : Crawley, le directeur de la Compagnie des Indes Orientales
- Cameron Cuffe (VF : Gauthier Battoue) : Sir Algernon Pitt, promis d'Humility, arrogant et insupportable
- Benedict Hardie (VF : Damien Ferrette) : Cuff, membre d'équipage à la fidélité douteuse
- Jacob Collins-Levy (VF : Jim Redler) : le capitaine Youngblood,
- Luke Arnold (VF : Anatole de Bodinat) : le capitaine William Millais, ancien ami de Némo désormais ennemi
- Darren Gilshenan (en) (VF : Laurent Maurel) : Punch

### Invités
- Richard E. Grant (VF : Bernard Alane) : le Rajah blanc (épisode 3)
- Muki Zubis (VF : Virginie Emane) : Casimir (épisode 4)
- Leeanna Walsman (VF : Rafaèle Moutier) : Hilda, une walkyrie
- Anna Torv (VF : Myrtille Bakouche) : Revna (épisode 9)
- Caroline Goodall (VF : Blanche Ravalec) : Jacqueline Lucas, la mère d'Humility
- Noah Taylor (VF : Emmanuel Curtil) : le capitaine Mogg
- Alexander England (en) (VF : Adrien Antoine) : Cornelius Fogg

 Source et légende : version française (VF) sur RS Doublage et cartons du doublage français.

## Épisodes
1. Évasion
Nemo, prisonnier de la Compagnie des Indes orientales qui l'emploie dans un chantier naval secret, parvient à s'emparer d'un sous-marin révolutionnaire dénommé le Nautilus avec la complicité de son concepteur, Gustave Benoit, un ingénieur français. Il embarque avec lui les prisonniers et les agents de la Compagnie (dont Crawley, le directeur de la Compagnie) qui étaient présents sur le sous-marin au cours de cette évasion précipitée. Une fois en mer, le Nautilus croise la route d'un bateau de la Compagnie et décide de l'attaquer. Ce bateau fait naufrage, et le Nautilus procède à un échange de passagers entre les femmes et les enfants survivants du naufrage (ce qui permet aux personnages de Humility Lucas, Loti et Blaster de rejoindre le Nautilus) et les soldats de la Compagnie présents à bord du Nautilus (dont Crawley). Mais l'éperonnage du navire de la Compagnie a endommagé le Nautilus qui, à la fin de l'épisode, coule vers le fond de l'océan.
2. Tic Tac Boum
Le Nautilus parvient à remonter à la surface grâce à Humility Lucas, qui a l'idée de remplir les balasts d'air. Le Nautilus est poursuivi par Crawley, le directeur de la Compagnie, qui lance à sa poursuite un cuirassé ultra-moderne, le Dreadnought. Le capitaine du bateau échoué au premier épisode devient le capitaine du Dreadnought. Sir Algernon Pitt, un des actionnaires de la Compagnie embarque également : il était l'homme à qui Humility Lucas devait se marier (contre son gré). L'équipage du Nautilus réussit à échapper aux attaques du Dreadnought, notamment en plongeant suffisamment profondément pour échapper aux bombes qui lui sont lancées. Accusé de voler des biscuits, Blaster enquête sur l'origine de ces vols et trouve, à la fin de l'épisode, un homme de la Compagnie caché dans une cale du sous-marin.
3. La force du peuple
L'homme de la Compagnie, Cuff, est jugé : arguant que c'était son gagne-pain et non une conviction de travailler pour la compagnie, il est épargné et rejoint l'équipage. Après avoir survécu aux attaques de la Compagnie ainsi qu'à celle d'un calamar géant, l'équipage du Nautilus fait escale sur une île pour prendre de l'eau et des provisions. Nemo y rencontre alors un curieux Rajah blanc, qui les accueille de façon trop cordiale pour être honnête. On apprend que Nemo est un ancien prince indien, dont la femme et la fille ont été enlevées ou tuées par la Compagnie. Humility se présente au Rajah comme prisonnière de Nemo et lui demande son aide, ce qu'il accepte. Nemo est emprisonné par le Rajah, qui espère l'échanger à bon prix à la Compagnie, puis libéré un peu plus tard par Humility avec l'aide du soldat de la compagnie à bord du Nautilus. Humility déclenche sans le vouloir une révolte parmi les domestiques et les gardes du Rajah, encouragés par Jagadish. Jagadish est poignardé par Cuff, qu'il a surpris en train d'envoyer un télégramme avant de détruire le télégraphe. Quand celui-ci remonte sur le Nautilus, il dit à Nemo et Randir que Jagadish a été enlevé et qu'il n'a rien pu faire pour le sauver.
4. Sur une pente glissante
Le Nautilus et son équipage parviennent à reprendre la mer, toujours traqués par le Dreadnought. Nemo, de plus en plus vaillant, réussit à se défendre, sauve son équipage et parvient à aborder une île tropicale pour se revitailler. Sur l'île, Nemo, Humility et Blaster découvrent l'existence de vieux matelots échoués de longue date, et sont sauvés de justesse par une mystérieuse femme - Casimir - qui les protège en échange d'être embarquée avec eux pour quitter l'île. Un monstre marin géant surgit d'un lagon et avale les marins puis prend en traque Nemo, Humility, Blaster et Casimir, qui se précipitent en direction du Nautilus. Le monstre marin dévore la sauveuse, lorsque celle-ci refuse d'entrer dans le Nautilus. Le reste de l'équipage parvient à se mettre à l'abri à l'intérieur du Nautilus, mais la murène géante s'enroule autour du Nautilus et l'on découvre qu'elle est électrique.
5. Hallucinations
Pour se libérer de la murène électrique géante, Humility propose d'inverser le courant pour lui administrer une décharge électrique. Cela ne parvient pas à sauver le Nautilus mais blesse plusieurs personnes, et crée un conflit entre Benoît, Humility et Nemo. Le monstre finit par se retirer de lui-même, au moment où le Nautilus se rapproche dangereusement d'une zone de volcans sous-marins. En partant, le monstre marin a perdu un morceau de nageoire, qui bloque le Nautilus et l'empêche de redémarrer. Tous les passagers perdent connaissance ou sont victimes d'hallucinations, sans que l'on sache exactement s'il s'agit de l'effet de la chaleur ou des décharges électriques successives. Humility est la seule à garder connaissance. Avant de s'évanouir lui-même, Kai lui demande de sortir du sous-marin en scaphandre pour réparer le Nautilus, ce qu'elle entreprend seule. Elle parvient à réparer le sous-marin mais la corde est trop courte et elle est contrainte de se détacher. Elle finit par lâcher le Nautilus et sombre au fond de l'océan au moment où l'épisode se termine.
6. L'Atlantide
Grâce à Humility, le Nautilus repart et l'équipage reprend connaissance, et fait demi-tour à temps pour sauver Humility. Benoit utilise un défibrilateur pour la ranimer. En reprenant connaissance, elle affirme avoir aperçu l'entrée de l'Atlantide, et Benoit convainc Nemo (qui est réticent) à faire un détour pour explorer l'Atlantide. En effet, les passagers trouvent l'entrée de vestiges à l'air libre au fond de l'eau, mais il n'y a rien de splendide - tout juste de mystérieuses ruines. Le groupe est attaqué par des sortes de mille-pattes très agressifs et très nombreux. Benoit est imprudent et s'éloigne seul. Il sera attaqué et Nemo ne parviendra pas à le sauver. Avant de mourir, il a le temps de donner à Nemo une pierre, qui semble être de la lave refroidie.
7. Guerre froide
Le Nautilus avance vers les Piliers de Halvar, où Nemo espère trouver un trésor. Le chemin passe par la banquise. Informé par Jagadish (dont la famille était menacée par Millay pour le contraindre à trahir ses amis), le Dreadnought les attend a l'entrée de la banquise. Nemo force le Dreadnought à pénétrer dans la glace, et les deux vaisseaux se retrouvent coincés. Pour repartir, le Nautilus a besoin de forger une pièce abîmée et doit pour cela utiliser les installations du Dreadnought. Nemo propose de remorquer le Dreadnought à condition de pouvoir accéder à la forge. Humility se charge du travail à la forge, et rencontre ainsi son fiancé sur le bateau - Sir Algernon Pitt. Au moment de repartir, les équipages du Nautilus et du Dreadnought s'affrontent sur une partie de cricket. Millay renoue avec son ami Nemo, en rejoignant l'équipe du Nautilus lorsque celle-ci est sur le point d'être battue. Déçue par son fiancé imbu de lui-même, méprisant et qui cherche à la séquestrer, Humility parvient à s'échapper et à remonter à bord du Nautilus, qui se fait attaquer par un Pitt rageur à coup de canons et de fusils du Dreadnought au moment de repartir en mer - contre l'avis du capitaine Youngblood qui désapprouve ce non-respect de la parole donnée. À la fin de l'épisode, Nemo annonce à son équipage qu'ils rejoindront les piliers de Halvar en passant sous la banquise, un trajet de plusieurs jours donc risqué. L'équipage craint de manquer d'air pendant la traversée de la banquise.
8. Le Point de bascule
9. La Chevauchée des Walkyries
À l'approche des Piliers de Halvar, l'équipage est réuni et chacun expose ses rêves après la découverte du trésor. Alors que Humility parle de créer une université pour femmes et que Loti souhaite ouvrir un bar à Tahiti, Némo explique que le sien est de mettre la Compagnie "à feu et à sang". À l'approche des Piliers, des têtes de mort sur des piques sont plantées dans l'océan. Le Nautilus plonge et découvre une épave sans trésor. C'est en fait un piège et l'équipage se fait attaquer par un peuple de femmes guerrières, ayant fait serment de protéger le trésor. Elles capturent l'équipage (sauf Blaster et Suyin, restés à bord du Nautilus pour monter la garde) et s'apprêtent à tous les exécuter. Némo obtient d'être jugé mais cela ne change rien à la sentence. L'équipage parvient à se libérer et à s'échapper. Les guerrières tentent d'ensevelir le Nautilus mais le sous-marin parvient à s'échapper. Un seul joyau est sauvé. À la fin de l'épisode, on découvre Némo à Londres.
10. Bouquet final
À Londres, Nemo cherche à répandre une rumeur sur la chute du cours de la Compagnie et à acheter des parts vendues au rabais pour en prendre le contrôle. Pour y parvenir, Nemo arnaque un actionnaire en échangeant une mine de diamant fictive en Inde contre 300 000 livres d'actions dans la société. Humility, via l'entremise de sa mère, trompe Pitt et lui fait signer un contrat de session de ses parts en lui faisant croire qu'il s'agit d'un contrat de mariage. Pendant ce temps, Giacommo rencontre dans un asile psychiatrique un homme qui parle sa langue, et décide de rester sur place dans l'espoir d'obtenir des réponses à ses questions. Cuff disparait. À l'Assemblée générale de la compagnie, Nemo se présente comme actionnaire majoritaire, ce qui déclenche une émeute. Le capitaine Youngblood refuse d'arrêter Nemo. Crawley tente de lui tirer dessus, mais est blessé par Nemo qui tire le premier en situation de légitime défense. L'équipage pénètre dans la chambre forte de la compagnie et y met le feu. Nemo découvre dans les archives de la compagnie que c'est Millais, son ami d'enfance, qui a exécuté sa femme et sa fille. L'équipage s'apprête à s'enfuir de Londres, poursuivis par Crawley qui tue Youngblood. À la fin de l'épisode, Cuff tue Crawley et on le voit parlementer pour convaincre quelqu'un de trouver l'Atlantide, tandis que Nemo a une vision de Benoit en touchant la pierre récupérée dans l'Atlantide. Pressentant que Benoit est peut-être encore vivant, l'équipage décide de faire route vers l'Atlantide à nouveau pour tenter de le retrouver. Humility et Loti sont restées à quai, après que Nemo a tenté de les dissuader de remonter à bord et après une tentative d'enlèvement de Pitt.

## Fiche technique
- Titre français : Nautilus
- Genre : Steampunk, drame
- Production : Cameron Welsh, James Dormer, Xavier Marchand et Anand Tucker[5].
- Sociétés de production : Seven Stories / Moonriver TV[6].
- Réalisation : Michael Matthews (en), Ben C. Lucas et Isabelle Sieb
- Scénario : James Dormer, Matthew Parkhill, Melissa Bubnic, Sonya Desai, Sian Ejiwunmi-Le Berre
- Musique :
- Décors :
- Costumes :
- Pays de production :  États-Unis /  Royaume-Uni
- Langue originale : anglais
- Format : couleur
- Nombre de saisons : 1
- Nombre d'épisodes : 10
- Durée : 52 minutes
- Date de première diffusion :
  - France : 12 août 2024 sur France 2

## Lieux de tournage
Le tournage a duré dix mois, principalement dans les studios de Village Roadshow, situé dans l'état du Queensland en Australie, où avait été tourné quelques années auparavant la saga cinématographique Pirates des Caraïbes, dans la région de Melbourne, au Old Museum de Brisbane et enfin au Parlement du Queensland, sites tous situés en Australie.

## Accueil

### Audiences et diffusion

#### En France
En France, la série est diffusée le lundi vers 21 h 10 sur France 2 du 12 au 26 août 2024.
| Épisode            | Diffusion          | Diffusion          | Audience moyenne          | Audience moyenne                       | Audience moyenne | Réf.   |  |
| Épisode            | Jour               | Horaire            | Nombre de téléspectateurs | Part de marché (sur les 4 ans et plus) | Classement       | Réf.   |  |
| ------------------ | ------------------ | ------------------ | ------------------------- | -------------------------------------- | ---------------- | ------ |  |
| 1                  | Lundi 12 août 2024 | 21 h 10 - 22 h 00  | 3 180 000                 | 18,6 %                                 | 1er              | [ 8 ]  |  |
| 2                  | Lundi 12 août 2024 | 22 h 00 - 22 h 50  | 2 850 000                 | 17,9 %                                 | 1er              | [ 8 ]  |  |
| 3                  | Lundi 19 août 2024 | 21 h 10 - 22 h 00  | 2 010 000                 | 10,9 %                                 | 3e               | [ 9 ]  |  |
| 4                  | Lundi 19 août 2024 | 22 h 00 - 22 h 50  | 1 800 000                 | 10,3 %                                 | 3e               | [ 9 ]  |  |
| 5                  | Lundi 19 août 2024 | 22 h 50 - 23 h 30  | 1 300 000                 | 10,9 %                                 |                  | [ 9 ]  |  |
| 6                  | Lundi 19 août 2024 | 23 h 30 - 0 h 25   | 998 000                   | 14,8 %                                 |                  | [ 9 ]  |  |
| 7                  | Lundi 26 août 2024 | 21 h 10 - 22 h 00  | 1 610 000                 | 8,5 %                                  | 4e               | [ 10 ] |  |
| 8                  | Lundi 26 août 2024 | 22 h 00 - 22 h 45  | 1 530 000                 | 8,7 %                                  | 4e               | [ 10 ] |  |
| 9                  | Lundi 26 août 2024 | 22 h 45 - 23 h 30  | 1 350 000                 | 10,9 %                                 |                  | [ 10 ] |  |
| 10                 | Lundi 26 août 2024 | 23 h 30 - 0 h 20   | 1 070 000                 | 14,9 %                                 |                  | [ 10 ] |  |
|                    |                    |                    |                           |                                        |                  |        |  |
| Bilan de la saison | Bilan de la saison | Bilan de la saison | 1 770 000                 | 12,6 %                                 |                  | [ 11 ] |  |

- Les plus hauts chiffres d'audience
- Les plus bas chiffres d'audience